# Kükenthaløya
Kükenthaløya est une île du Svalbard qui se situe au nord de Barentsøya et au sud de Heleysundet et du Spitzberg.
L'île doit son nom au zoologue allemand Willy Kükenthal (1861-1922) qui participa à deux expéditions au Svalbard en 1886 et 1889.
L'île est inhabitée.